# Marmosa simonsi
Marmosa simonsi — вид опосумів родини Didelphidae, що мешкає на заході Еквадору та на крайньому північному заході Перу, а також на острові Пуна в гирлі річки Ріо-Гуаяс у затоці Гуаякіль (Тихий океан).

## Опис
Тварини досягають довжини голови й тулуба від 10,7 до 15,6 (самці) або від 9,8 до 14,5 см (самиці), довжини хвоста від 14 до 18,9 (самці) або від 12,1 до 17 см (самиці) та ваги від 24 до 49 г. Хвіст у середньому приблизно на 20% довший за голову й тулуб. Хутро на спині та верхній частині голови сіре. Світла смужка посередині морди разюче контрастує з сірим волоссям на голові. Навколо чорних очей є чорнувато-коричневі або чорнуваті кільця, які часто сягають основи вух. Щоки сірі. Очеревина жовтувата. Бічні сторони очеревини, боки шиї, пахова область та внутрішні сторони передніх і задніх лап сірого кольору. Передні та задні лапи білуваті або світло-жовтуваті. 10% хвоста, найближчого до тіла, волохаті, решта — безволоса. Гола хвостова частина коричнева з верхнього боку та світла з нижнього. Остання третина хвоста білувата. У самиць немає сумок.

## Поширення та середовище існування
Живе від рівня моря до висоти 1600 метрів. Середовище існування включає різноманітні біотопи, включаючи мангрові ліси, низинні тропічні ліси, вологі гірські ліси та сухі ліси. Більшість екземплярів досі було виловлено в мангрових лісах та сухих лісах. Про поведінку, активність, раціон і репродуктивну біологію нічого не відомо.